# Albert Betz
Albert Betz (Schweinfurt, 25 de dezembro de 1885 — Göttingen, 16 de abril de 1968) foi um físico alemão.
Nasceu em Schweinfurt, em 25 de dezembro de 1885. Foi um pioneiro do aerogerador.